# Ruy Díaz de Guzmán
Ruy Díaz de Guzmán (Paraguay, 1554 – Asunción, 1629) è stato un esploratore paraguaiano.

## Biografia
Fondò varie città, tra cui Villa Rica del Espíritu Santo, Salta, Santiago de Jerez e San Pedro de Guzmán. Pubblicò nel 1612 l'opera storico-demografica Argentina, che ispirò lo scrittore Manuel José de Lavardén (1754-1809) nella prima opera teatrale argentina, la tragedia intitolata Siripo (1789).